# Gülşah Gabriel
Gülşah Gabriel (auch: Gülsah Mehmetoglu; * 1978 in Xanthi, Griechenland) ist eine deutsche Biologin und Virologin. Sie leitet am Leibniz-Institut für Virologie in Hamburg die Abteilung für Virale Zoonosen und ist Professorin für Virologie an der Tierärztlichen Hochschule Hannover (TiHo). Als Influenza-Forscherin liegt ihr Hauptaugenmerk auf der Anpassung verschiedener Influenzaviren von Tier auf den Menschen sowie deren Pathomechanismen im Menschen.

## Werdegang
Gülşah Gabriel absolvierte ein Studium der Biologie mit den Schwerpunkten Virologie, Genetik und Mikrobiologie an der Philipps-Universität Marburg. Während ihres Studiums legte sie einen Forschungsaufenthalt im Special Pathogens Program an der Public Health Agency of Canada in Winnipeg in Kanada ein, wo sie sich mit Ebola-Viren beschäftigte. 2003 machte sie in Marburg ihren Diplomabschluss in Molekularbiologie und promovierte 2006 im Fach Virologie zum Dr. rer. nat. mit einer Untersuchung zur Adaption hochpathogener aviärer Influenzaviren an den Säuger. Nach einem Postdoc-Studium am Institut für Virologie der Philipps-Universität Marburg ging sie von 2007 bis 2009 mit einem Postgraduiertenstipendium an die Universität Oxford, um molekulare Determinanten der Influenzavirus Interspeziestransmission und Pathogenese zu studieren. In ihrem letzten Jahr in Oxford wurde sie von der European Scientific Working Group on Influenza (ESWI) mit dem Claude Hannoun Award für den besten Werkkomplex in der Influenza-Forschung ausgezeichnet. Im Mai desselben Jahres wurde sie im Rahmen des Emmy-Noether Programms von der Deutschen Forschungsgemeinschaft (DFG) ausgezeichnet und nahm das Angebot des Heinrich-Pette-Instituts in Hamburg an, ihre Nachwuchsgruppe dort zu leiten.
Noch vor ihrer Habilitation wurde sie 2009 in die European Scientific Working Group on Influenza (ESWI) gewählt, deren Vize-Präsidentschaft sie von 2012 bis 2022 innehielt. Im Jahr 2012 erhielt sie den durch die Stadt Clausthal-Zellerfeld verliehenen Robert-Koch-Förderpreis und habilitierte sich im Fach Virologie an der Universität zu Lübeck. Auch in ihrer Habilitation setzte sie sich mit den viralen und zellulären Anpassungsmechanismen von Influenza-A-Viren, insbesondere von hochpathogenen aviären Influenzaviren von Tier auf den Menschen auseinander.
Im Jahr 2014 übernahm Gabriel eine Professur für Virologie an der Universität zu Lübeck und die Leitung der Forschungsgruppe „Virale Zoonosen und Adaptation“ am Leibniz-Institut für Virologie in Hamburg. Nachdem sie 2015 zunächst eine Gastprofessur bei der Stiftung Tierärztliche Hochschule Hannover innegehabt hatte, wurde sie dort 2018 auf eine W3-Professur berufen und übernahm gleichzeitig die Leitung der neuen Abteilung Virale Zoonosen – One Health am Leibniz-Institut für Virologie. In 2018 wurde Gülşah Gabriel von der Leibniz-Gemeinschaft mit dem „Leibniz – Beste Köpfe“-Preis (Leibniz Best Minds Award) ausgezeichnet. Die aktuellen Forschungsarbeiten von Gülşah Gabriel widmen sich den molekularen Untersuchungen der Interspeziestransmission und Pathogenese von Influenza-A-Viren als Blaupause für andere zoonotische Viren (wie z. B. Coronaviren und Zikaviren). Ein besonderer Fokus liegt in der Erforschung der molekularen Ursachen der erhöhten Pathogenese in Hochrisikogruppen (Schwangere, Übergewichtige sowie geschlechtsabhängige Erkrankungsbilder).
Das Deutsche Zentrum für Infektionsforschung (DZIF) verlieh Gülşah Gabriel 2019 ihren Preis für translationale Infektionsforschung. Man würdigte damit ihren Beitrag zur Aufklärung von Schlüsselmolekülen in der Influenza-Pathogenese, der „einen Grundstein für die Entwicklung neuer Wirkstoffe gegen andere gefürchtete Viren, wie zum Beispiel Zika- oder Ebola-Viren“, lege, sowie den „außergewöhnlichen translationalen Ansatz“ ihrer Forschung. Dieser erlaube die effektive Überführung klinischer Erkenntnisse in die Forschung und umgekehrt.
Seit 2024 ist Gülşah Gabriel Sprecherin des Leibniz-Labs Pandemic Preparedness: One Health, One Future, worin deutschlandweit erstmalig inter- und transdisziplinäre Expertisen von 41 Leibniz-Instituten aus den Lebenswissenschaften, den Gesundheitstechnologien, der Gesundheitsökonomie und der Bildungsforschung gebündelt werden, um besser auf künftige Pandemien vorbereitet zu sein.

## Publikationen (Auswahl)
- Stanelle-Bertram S, Beck S, Kouassi Mounogou N, Schaumburg B, Stoll F, Al Jawazneh A, Schmal Z, Bai T, Zickler M, Beythien G, Becker K, de la Roi M, Heinrich F, Schulz C, Sauter M, Krasemann S, Lange P, Heinemann A, van Riel D, Leijten L, Bauer L, van den Bosch T, Lopuhaä B, Busche T, Wibberg D, Schaudien D, Goldmann T, Lüttjohann A, Ruschinski J, Jania H, Müller Z, Pinho dos Reis V, Krupp-Buzimkic V, Wolff M, Fallerini C, Baldassarri M, Furini S, Norwood K, Käufer C, Schützenmeister N, von Köckritz-Blickwede M, Schroeder M, Jarczak D, Nierhaus A, Welte T, Kluge S, McHardy A, Sommer F, Kalinowski J, Krauss-Etschmann S, Richter F, von der Thüsen J, Baumgärtner W, Klingel K, Ondruschka B, GEN-COVID Multicenter Study Group, Renieri A and Gabriel G (2023). CYP19A1 mediated sex hormone metabolism promotes severe SARS-CoV-2 disease outcome in males. Cell Reports Medicine, doi: https://doi.org/10.1016/j.xcrm.2023.101152.
- Bai T, Chen Y, Beck S, Stanelle-Bertram S, Mounogou NK, Chen T, Dong J, Schneider B, Jia T, Yang J, Wang L, Meinhardt A, Zapf A, Kreienbrock L, Wang D, Shu Y and Gabriel G. (2022). Low testosterone levels in H7N9 infected men correlate with high cytokine responses and lethal outcome: a retrospective cohort study. Nature Communications, 13(1):6936. doi: https://doi.org/10.1101/2020.05.07.20093914
- Zickler M, Stanelle-Bertram S, Ehret S, Heinrich F, Lange P, Schaumburg B, Kouassi NM, Beck S, Jaeckstein MY, Mann O, Krasemann S, Schroeder M, Jarczak D, Nierhaus A, Kluge S, Peschka M, Schlüter H, Renné T, Pueschel K, Kloetgen A, Scheja L, Ondruschka B, Heeren J, Gabriel G (2021). Replication of SARS-CoV-2 in adipose tissue determines organ and systemic lipid metabolism in hamsters and humans. Cell Metabolism 34(1):1-2. doi: https://doi.org/10.1016/j.cmet.2021.12.002
- Jacobsen H, Walendy-Gnirß K, Tekin-Bubenheim N, Kouassi NM, Ben-Batalla I, Berenbrok N, Wolff M, Dos Reis VP, Zickler M, Scholl L, Gries A, Jania H, Kloetgen A, Düsedau A, Pilnitz-Stolze G, Jeridi A, Yildirim AÖ, Fuchs H, Gailus-Durner V, Stoeger C, de Angelis MH, Manuylova T, Klingel K, Culley FJ, Behrends J, Loges S, Schneider B, Krauss-Etschmann S, Openshaw P, Gabriel G. Offspring born to influenza A virus infected pregnant mice have increased susceptibility to viral and bacterial infections in early life. Nat Commun. 2021 Aug 16;12(1):4957. doi: https://doi.org/10.1038/s41467-021-25220-3
- Stanelle-Bertram S, Walendy-Gnirß K, Speiseder T, Thiele S, Asantewaa Asante I, Dreier C, Mounogou Kouassi N, Preuß A, Pilnitz-Stolze G, Müller U, Thanisch S, Richter M, Scharrenberg R, Kraus V, Dörk R, Schau L, Herder V, Gerhauser I, Maria Pfankuche V, Käufer C, Waltl I, Moraes T, Sellau J, Hoenow S, Schmidt-Chanasit J, Jansen S, Schattling B, Ittrich H, Bartsch U, Renné T, Bartenschlager R, Arck P, Cadar D, Friese M, Vapalahti O, Lotter H, Benites S, Rolling L, Gabriel M, Baumgärtner W, Morellini F, Hölter S, Amarie O, Fuchs H, Hrabe de Angelis M, Löscher W, Calderon de Anda F, Gabriel G (2018). Male offspring born to mildly ZIKV-infected mice are at risk to develop neurocognitive disorders in adulthood. Nature Microbiology, 3(10): 1161-1174. doi: https://doi.org/10.1038/s41564-018-0236-1